# NGC 2844
NGC 2844 é uma galáxia espiral (Sa) localizada na direcção da constelação de Lynx. Possui uma declinação de +40° 09' 07" e uma ascensão recta de 9 horas, 21 minutos e 48,0 segundos.
A galáxia NGC 2844 foi descoberta em 18 de Março de 1787 por William Herschel.